# لیمیت سوئیچ

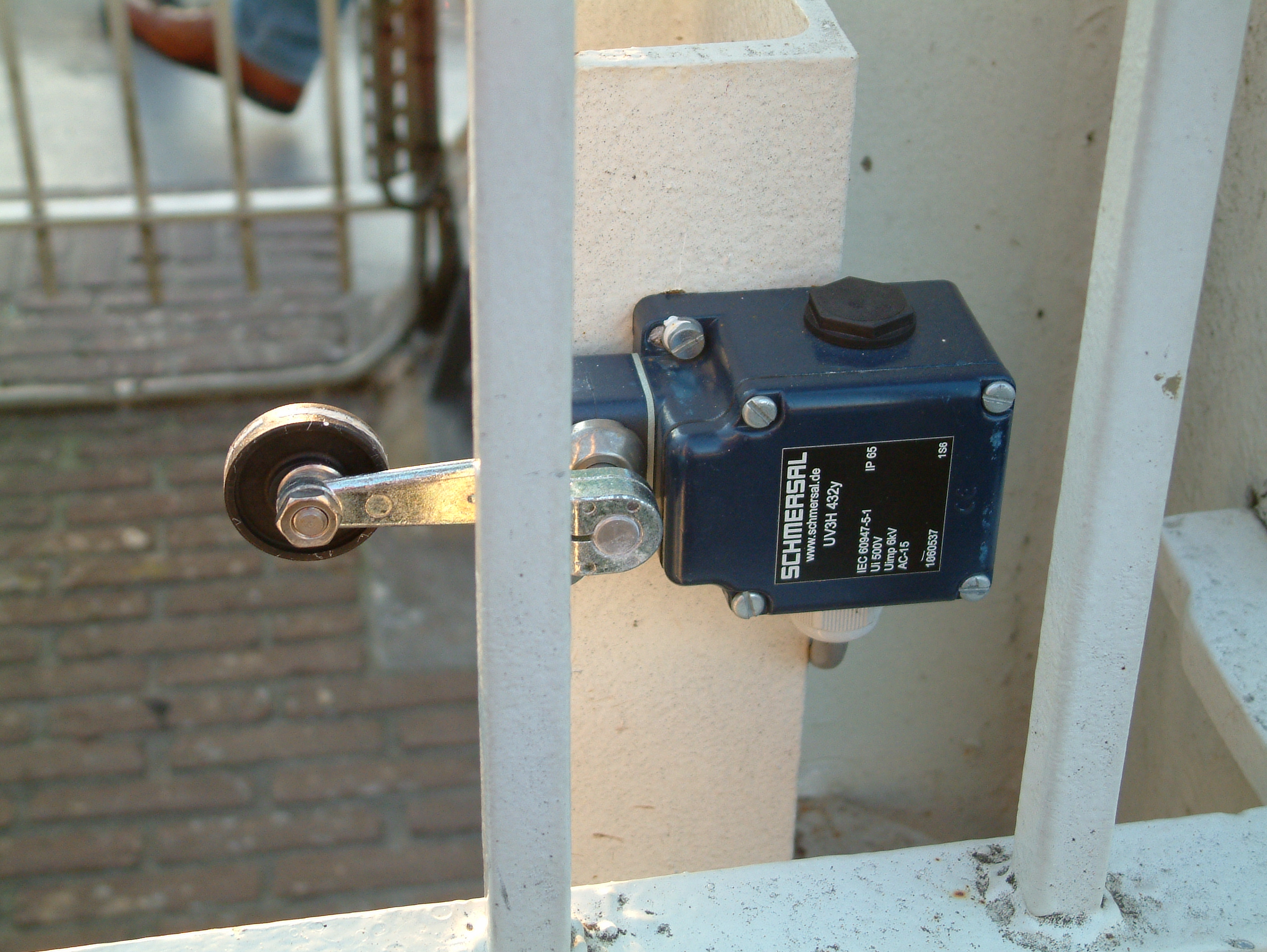
کلید حد، با یک اپراتور اهرمی چرخنده، که روی دروازه یک کانال‌بند نصب شده

کلید حد یا لیمیت سوئیچ (به انگلیسی: Limit Switch)، وسیله‌ای الکترومکانیکی است که برای کنترل حد، حالت، نمایش وضعیت، شمارش قطعه و سایر موارد بکار می‌رود. این نوع کلیدها در انواع و اشکال مختلف ساخته می‌شوند که از آن جمله می‌توان به انواع فشاری، غلطکی و سوزنی اشاره کرد که هر کدام از گونه‌های نام‌برده‌شده نیز خود به اشکال مختلف ساخته و مورد استفاده قرار می‌گیرند.

## موارد استفاده
از کلیدهای حد به‌طور معمول برای کنترل حرکت ماشین‌آلات استفاده می‌شود. برای مثال می‌توان به ماشین‌های برش، نوارهای نقاله، ماشین‌های تراش خودکار، جرثقیل‌ها و بالابرها اشاره کرد. به‌طور کلی در اکثر ماشین‌هایی که کنترل حرکت ابعادی در آن‌ها موردنیاز است می‌توان از کلید حد استفاده کرد.

## تجهیزات جایگزین
با پیشرفت فناوری و ساخت حسگرهای الکترونیکی،اکنون کلیدهای حد در بیشتر موارد جای خود را به حسگر مجاورتی (به انگلیسی: Proximity Switch) داده‌اند. ولی هنوز هم به علت سادگی، قیمت پائین، راحتی نصب و راه‌اندازی و نیز قابلیت اطمینان از کلیدهای حد الکترومکانیکی استفاده می‌شود.